# تنشیتو کوایکو
تنشیتو کوایکو (به ژاپنی: 天室光育（てんしつこういく); ۱ ژانویهٔ ۱۴۷۰ – ۱۳ ژوئیهٔ ۱۵۶۳) راهبی از فرقه سوتو (فرقه ذن) در ولایت اچیگو در دوره سنگوکو. ششمین کاهن اعظم معبد رینسن بود.
معلم و مربی اوئه‌سوگی کنشین بود.
او در سال ۱۵۶۳ (۹۳ سالگی) بر اثر بیماری درگذشت.